# Dasybasis minor
Dasybasis minor är en tvåvingeart som först beskrevs av Macquart 1850.  Dasybasis minor ingår i släktet Dasybasis och familjen bromsar. Inga underarter finns listade i Catalogue of Life.